# 김병태 (1960년)
김병태(金炳泰, 1960년 7월 13일 ~ )은 대한민국의 제8대 대구광역시의원이다.

## 학력
- 대구동촌국민학교 졸업
- 경상중학교 졸업
- 경상공업고등학교 졸업
- 영남대학교 체육학과 졸업

### 비학위 수료
- 영남대학교 스포츠과학대학원 체육학 석사 졸업
- 영남대학교 일반대학원 이학박사 졸업

## 경력
- 자유한국당 중앙위원회 대구연합회 회장
- 동구 장학재단 감사
- 동대구 태권도협회 자문위원
- 동구 방촌동 민간사회안전망 위원장
- 영남대학교 전임교수
- 제14·15·16기 민주평화통일자문회의 자문위원
- 대구·경북 지방병무청 사회복무요원 명예복무지도관
- 동구 옴부즈만 위원
- 동구 방촌동 새마을금고 제13·14·15대 이사
- 영능학원 원장
- 영능태권도체육관 관장
- 동구 청소년지도협의회 회장
- 동구 방촌동 청년회 제6대 회장
- 한국체육철학회 이사
- 동구 자율방범연합회 부회장
- 2018.07 ~ 2019.08 제8대 대구광역시의회 의원
- 2018.07 ~ 2019.08 제8대 대구광역시의회 전반기 건설교통위원회 부위원장
- 2018.09 ~ 2018.09 제8대 대구광역시의회 통합신공항건설특별위원회 위원
- 2019.02 ~ 2019.02 제8대 대구광역시의회 인사청문위원회 부위원장

## 수상
- 1992.10 민주자유당 김영삼 총재 표창
- 1994.10 대구 동부경찰서장 감사장
- 1996.12 대구 동구청장 표창
- 2000.12 대구지방경찰청장 감사장
- 2001.12 대구광역시장 표창
- 2006.12 대구 동구청장 표창
- 2007.12 대구광역시장 표창
- 2009.01 한나라당 대표최고위원 박희태 표창
- 2009.12 한나라당 대표최고위원 정몽준 표창
- 2010 여성가족부 장관 표창
- 2016.10 자랑스러운 동구인상 수상

## 공직선거법 위반
자유한국당 김병태 의원은 지난 지방선거 당시 대구광역시장 후보 경선에서 이재만 전 최고위원을 이기게 하기 위해 불법 여론조사를 벌인 혐의로 대구 지방의원 5명과 함께 불구속 기소되었다. 1심 판결로 벌금 100만원이 나와 의원직 상실형을 선고받았다. 이후 항소가 기각되었다. 2019년 8월 20일 대법원에서 상고를 기각하여 의원직을 잃었다.

## 역대 선거 결과
| 실시년도 | 선거      | 대수 | 직책   | 선거구              | 정당       | 득표수    | 득표율          | 순위 | 당락 | 비고           |
| -------- | --------- | ---- | ------ | ------------------- | ---------- | --------- | --------------- | ---- | ---- | -------------- |
| 2018년   | 지방 선거 | 8대  | 시의원 | 대구 동구 제3선거구 | 자유한국당 | 16,582 표 | \| \| 40.94% \| | 1위  |      | 초선, 민선 7기 |
|          | 40.94%    |      |        |                     |            |           |                 |      |      |                |